# Кислоканский сельсовет
Кислоканский сельсовет — административно-территориальная единица, выделявшаяся в составе Илимпийского района Эвенкийского автономного округа Красноярского края.

## История
Информация о времени образования сельсовета разнится. Один и тот же источник указывает:
- «... С 1934 года Эвенкийский национальный округ являлся составной частью Красноярского края и состоял из трёх районов: Илимпийского, Байкитского и Тунгусско-Чунского и 17 сельских советов: Нидымский, Учамский, Тутончанский, Ногинский, Кислоканский, Экондинский, Чириндинский, Ессейский, Ванаварский, Стрелковский, Чемдальский, Муторайский, Байкитский, Куюмбинский, Ошаровский, Полигусовский, Суломайский»;
- «Объединение Усть-Илимпийского и Амовского сельских Советов в один Кислоканский сельский Совет произошло 3 января 1953 года»[4].

В 1987 году из состава сельсовета был выделен Юктинский сельсовет.
15 января 1992 года сельсовет был упразднён и была образована администрация посёлка Кислокан.
Законом Эвенкийского автономного округа от 07.10.1997 № 63 вместо упразднённого Кислоканского сельсовета была утверждена территориальная единица сельское поселение село (с 2002 года посёлок) Кислокан.
В 2010 году были приняты Закон об административно-территориальном устройстве и реестр административно-территориальных единиц и территориальных единиц Красноярского края, согласно которым посёлок Кислокан непосредственно вошёл в состав Эвенкийского района как административно-территориальной единицы с особым статусом.
Сельсовет выделялся как единица статистического подсчёта до 2002 года.
В ОКАТО сельсовет как объект административно-территориального устройства выделялся до 2011 года.

## Состав
| № | Населённый пункт | Тип населённого пункта          | Население |
| - | ---------------- | ------------------------------- | --------- |
| 1 | Кислокан         | посёлок, административный центр | ↗129      |

Также в состав сельсовета до 1987 года входил посёлок Юкта.

### Упразднённые населённые пункты
- Амо